# 1689
Évszázadok: 16. század – 17. század – 18. század
Évtizedek: 1630-as évek – 1640-es évek – 1650-es évek – 1660-as évek – 1670-es évek – 1680-as évek – 1690-es évek – 1700-as évek – 1710-es évek – 1720-as évek – 1730-as évek
Évek: 1684 – 1685 – 1686 – 1687 –  1688 – 1689 – 1690 – 1691 – 1692 – 1693 – 1694

## Események

### Határozott dátumú események
- március 2. – A pfalzi örökösödési háború során a Heidelberget elhagyó francia csapatok felgyújtják a várost és a várkastélyt.[1]
- április 21. – Brassói tűzvész[2]
- május 24. – Az angol parlament kiadja a Jognyilatkozatot.
- augusztus 27. – Oroszország és Kína megköti a nyercsinszki szerződést.[3]
- október 6. – Pietro Ottobonit pápává választják; neve VIII. Sándor lesz.[4]

### Határozatlan dátumú események
- az év folyamán – Az első írásos adat a Tisza szegedi árvizéről.[5]

## Születések
- január 18. – Montesquieu, francia filozófus, író († 1755)
- július 24. – Oldenburgi Vilmos, dán és norvég királyi herceg, az angol és a skót trón várományosa, Gloucester hercege, Anna brit királynő egyetlen gyermeke, aki túlélte a csecsemőkort († 1700)
- augusztus 3. – Bercsényi László Ignác, II. Rákóczi Ferenc testőrségének kapitánya, majd Franciaország marsallja († 1778)
- augusztus 19. – Samuel Richardson, angol író († 1761)
- december 23. – Joseph Bodin de Boismortier francia zeneszerző († 1755)

## Halálozások
- augusztus 12. – XI. Ince pápa (* 1611)[6]